# Пјерфон-Роксборо
Пјерфон-Роксборо (фр. Pierrefonds-Roxboro) је једна од 19 општина Монтреала. Општина је образована 1. јануара 2002.